# Ребров Євген Андрійович
Євген Андрійович Ребров (15 лютого 1928 — 2 жовтня 2002) — Герой Соціалістичної Праці, бригадир БУ-42 тресту «Севастопольбуд», Заслужений будівельник УРСР (з 1988 року), Почесний громадянин Севастополя.

Могила Євгена Реброва

Похований на кладовищі Комунарів в Севастополі.